# CCNYL3
La ciclina Y L3 (CCNYL3) es una proteína miembro de la familia de las ciclinas Y y codificada en humanos por el gen CCNYL3. Existen dos isoformas de la molécula. El gen se expresa a bajos niveles durante el ciclo celular. Contiene 2 intrones caracterizados por la secencia repetitiva, y que cumple la regla canónica de empalme, GT-AG. La expresión del gen y su proteína se han asociado a fenotipos específicos, por lo que la función in vivo de la CCNYL3 es todavía desconocida.

## Interacciones
La proteína CCNYL3 ha demostrado ser capaz de interaccionar con USP54 (una peptidasa), la calnexina (una lecitina) y CUL1.
Se ha notado que, en modelos animales, varios medicamentos interfieren con la expresión del mRNA de la ciclina JL, incluyendo la TCDD (la dioxina más potente), la ciclosporina, el ácido fólico y la metionina.